# モザイク (漫画)
『モザイク』は、山口かつみによる日本の漫画作品。『ヤングサンデー増刊大漫王』（小学館）にて連載された。

## あらすじ
水野 菜由美は、私立桜園中学校の3年生で、男女ともに好かれていた。ある日、彼女は妊娠に気づき、恋人にそのことを話したところ、切り捨てられる。菜由美は中絶費用を工面すべくツーショットダイヤルで「援助交際」することを決意するが、その待ち合わせ場所にいた相手が同級生のイカ太郎こと木俣 安男であり、菜由美は彼に追い詰められていく。

## 登場人物
水野 菜由美（みずの なゆみ）
私立桜園中学校の3年C組に在籍。おとなしく優しい性格の優等生で、友人も多く男子生徒達からの人気も高いが、年上の彼氏との子供を妊娠してしまい中絶費用を工面する為にツーショットダイヤルで「援助交際」することを決意するが、その待ち合わせ場所にいた相手が同級生のイカ太郎であったことからドロ沼に巻き込まれていく。
三好 愛里（みよし あいり）
菜由美の親友。大人びた雰囲気で友人グループの中ではお姉さん的存在。実は鈴香に対して同性愛的な感情を抱いており、それを紛らわすために複数の男性と交際したが、鈴香への感情は変わらず修学旅行で鈴香と2人きりになった際に彼女と関係を持ってしまう。
小泉 鈴香（こいずみ すずか）
菜由美の親友。面倒見が良く優しい性格。修学旅行先で親友の愛里に想いを打ち明けられ、情に流される形で彼女と同性愛関係を持ってしまう。
岡安 真琴（おかやす まこと）
菜由美の親友。明るく活発な性格。当初から担任の竹下にセクハラ行為を受けており、彼を嫌悪していたが、彼から「修学旅行の貴重品係」に任命されてしまう。ある日の放課後に竹下から修学旅行のしおり作りの手伝いなどを命じられ、学校内にいた際に竹下にレイプされてしまう。
岡本 理一（おかもと りいち）
3年C組の男子生徒。奈良原らと共にイカ太郎をいじめている。同じクラスの菜由美に片思いしており、彼女にラブレターを書いて好意を伝えようとするといった純情な一面もある。
奈良原 本康（ならはら もとやす）
3年C組の男子生徒。理一の友人。不良っぽい外見で理一らと共に同級生のイカ太郎をいじめている。しかし友人の理一の菜由美への片思いを応援するなど友人思いな一面はある。
木俣 安男（きまた やすお） / イカ太郎
3年C組の男子生徒。肥満体型で無口且つ陰気な印象なため親しい友人などはおらず、学校ではイジメの対象にされており「イカ太郎」とあだ名され、本名の木俣で呼ばれる事は殆どない。「汗は精液で出来ている」などと事実無根の噂話を流されている。菜由美が中絶費用を工面する為にツーショットダイヤルで待ち合わせをした相手であり、そこで学校内では見せることの無い一面を見せて菜由美を脅すようになる。
竹下（たけした）
3年C組の担任教師。教員でありながら校内の廊下でツバを吐くなどモラルが欠落している。
菜由美の彼氏
長髪が特徴的な男子高校生。フルネームは不明だが、菜由美から「健ちゃん」と呼ばれている。交際していた時は菜由美に対して「愛してる」と頻繁に言っていた様子だが、菜由美が彼に妊娠の事実を告げた途端に態度を豹変させて一方的に彼女を振るなど身勝手な人物。